# مايرون فاولر
مايرون فاولر (بالإنجليزية: Myron Fuller)‏ هو مدير فني أمريكي، ولد في 4 يونيو 1889 في بوسطن في الولايات المتحدة، وتوفي في 31 أغسطس 1949 في ماونتين ليكس في الولايات المتحدة بسبب نوبة قلبية.